# Proctarrelabis neavei
Proctarrelabis neavei is een insect uit de familie van de vlinderhaften (Ascalaphidae), die tot de orde netvleugeligen (Neuroptera) behoort. 
Proctarrelabis neavei is voor het eerst wetenschappelijk beschreven door Kimmins in 1950.